# Alpher-Bethe-Gamow-Theorie
Die Alpher-Bethe-Gamow-Theorie („αβγ-Theorie“) ist die erste Theorie der Elemententstehung im frühen Universum. Sie wurde 1948 von Ralph Alpher und George Gamow veröffentlicht. Der Betreuer Gamow des damaligen Doktoranden Alpher erlaubte sich einen Scherz und nannte den Namen des eigentlich unbeteiligten Hans Bethe in Anlehnung an das griechische Alphabet als Mitautor.
Die Theorie beschreibt die Entstehung der Elemente aus einem heißen Protonen- und Neutronengas, welches von Alpher als Ylem (von altgriechisch ὕλη hýlē, deutsch ‚Holz, Stoff‘) bezeichnet wurde (der Begriff Hyle wurde bereits von Aristoteles zur Bezeichnung der Urmaterie, aus der alles entstanden ist, verwendet). Die Dichte und Temperatur dieses Teilchengemischs sinkt durch die Expansion des Universums so weit ab, dass sich die Nukleonen zu stabilen Atomkernen vereinigen können. Die Alpher-Bethe-Gamow-Theorie bildet daher die Grundlage der heutigen Theorie der primordialen Nukleosynthese.
Während Alpher und Gamow die Entstehung sämtlicher Elemente aus dem Urknall postulierten, weiß man heute, dass nur Kerne der schweren Isotope des Wasserstoffs (Deuterium und Tritium), sowie Helium und Spuren von Lithium und Beryllium im frühen Universum entstanden sein können; alle schwereren Elemente wurden später in Sternen und Supernovae erzeugt. Die relativen Häufigkeiten der Wasserstoff- und Heliumisotope werden aber schon von Alpher und Gamow korrekt vorhergesagt.